# Иммигранты (мультфильм)
«Иммигранты» (также L.A. Dolce Vita — «Сладкая жизнь в Лос-Анджелесе») — американо-венгерский комедийный мультфильм 2008 года от режиссёра Габора Чупо. В Венгрии релиз состоялся 30 октября 2008 года. Это пятый полнометражный мультфильм студии Klasky Csupo и первый фильм, режиссёром которого выступил сам Чупо (но второй в целом, если считать «Мост в Терабитию» для студии Walt Disney Pictures).

## Сюжет
Главные герои — два иммигранта: Йошка из Венгрии и Влад (Владислав) Будников из России, которые снимают квартиру в Лос-Анджелесе. В их поиске «американской мечты» они попадают во всяческие неприятности, дикие и комичные ситуации. В чужой стране на их стороне только великодушие и преданность их невероятной дружбе.
Другие персонажи:
- Аня — дочь Владислава;
- Мисс Найт — домовладелица, у которой и снимают жилье герои фильма.

Кроме них, у неё снимают жильё и другие нелегальные иммигранты.
- Флако — иммигрант-латиноамериканец;
- семья бывшего пакистанского учёного-ядерщика.

## Заметки
1. ↑  Венгерское название: «Immigrants – Jóska menni Amerika» (с венг. — «Иммигранты – Йошка едет в Америку»)
Полное английское название: «Immigrants (L.A. Dolce Vita)» (с англ. — «Иммигранты (Сладкая жизнь в Лос-Анджелесе)»)